# جيسي فلوريس
جيسي فلوريس (بالإسبانية: Jesse Flores)‏ هو لاعب كرة قاعدة مكسيكي، ولد في 2 نوفمبر 1914 في غوادالاخارا في المكسيك، وتوفي في 17 ديسمبر 1991 في أورانج في الولايات المتحدة.

## وصلات خارجية
- جيسي فلوريس على موقع دوري كرة القاعدة الرئيسي (الإنجليزية)
- جيسي فلوريس على موقعبيزبول رفرنس.كوم (الدوري الرئيسي) (الإنجليزية)
- جيسي فلوريس على موقعبيزبول رفرنس.كوم (الدوري الثانوي) (الإنجليزية)
- جيسي فلوريس على موقع جمعية أبحاث البيسبول الأمريكية (الإنجليزية)